# Dicheirotrichus
Dicheirotrichus es un  género de coleópteros adéfagos de la familia Carabidae.
Hay 46 especies en 5 subgéneros. Principalmente de distribución paleártica, con dos especies holárticas. Tienen una seta característica en el pronoto.

## Especies
Comprende las siguientes especies:
- Dicheirotrichus abdominalis (Motschulsky, 1844)
- Dicheirotrichus alticola Bates, 1878
- Dicheirotrichus angularis (Reitter In Tschitscherine, 1899)
- Dicheirotrichus angustulus J.Sahlberg, 1880
- Dicheirotrichus arnoldii (Kryzhanovskij & Atamuradov, 1989)
- Dicheirotrichus bradycelliformis Reitter, 1900
- Dicheirotrichus chloroticus (Dejean, 1829)
- Dicheirotrichus cognatus (Gyllenhal, 1827)
- Dicheirotrichus coreanus Mlynar, 1974
- Dicheirotrichus cymindiformis (Reitter, 1901)
- Dicheirotrichus desertus (Motschulsky, 1849)
- Dicheirotrichus discicollis (Dejean, 1829)
- Dicheirotrichus discolor (Faldermann, 1836)
- Dicheirotrichus externepunctatus (Reitter In Tschitscherine, 1899)
- Dicheirotrichus glasunowi (Tschitscherine, 1899)
- Dicheirotrichus godarti (E.Jacquet, 1882)
- Dicheirotrichus grumi (Tschitscherine, 1899)
- Dicheirotrichus gustavii Crotch, 1871
- Dicheirotrichus hauseri (Reitter, 1894) (Trichosellus)
- Dicheirotrichus henoni (Bedel In Tschitscherine, 1899)
- Dicheirotrichus himalayanus Kataev & Wrase, 2006
- Dicheirotrichus kozlowi (Tschitscherine, 1899)
- Dicheirotrichus lacustris (L.Redtenbacher, 1858)
- Dicheirotrichus latimanus Kataev & Wrase, 2006
- Dicheirotrichus maculicollis (Reitter, 1894)
- Dicheirotrichus mannerheimii (R.F.Sahlberg, 1844)
- Dicheirotrichus medvedevi (Kabak & Kataev, 1993)
- Dicheirotrichus microderus (Solsky, 1874)
- Dicheirotrichus obscuricollis (Reitter In Tschitscherine, 1899)
- Dicheirotrichus obscuricornis (Reitter In Tschitscherine, 1899)
- Dicheirotrichus obsoletus (Dejean, 1829)
- Dicheirotrichus pallidus (Dejean, 1829)
- Dicheirotrichus parvicollis (Tschitscherine, 1900)
- Dicheirotrichus placidus (Gyllenhal, 1827)
- Dicheirotrichus potanini (Tschitscherine, 1899)
- Dicheirotrichus punctatellus (Reitter, 1894)
- Dicheirotrichus punicus Bedel, 1899
- Dicheirotrichus roborowskii (Tschitscherine, 1899)
- Dicheirotrichus rufithorax (C.R.Sahlberg, 1827)
- Dicheirotrichus semenowi (Tschitscherine, 1899)
- Dicheirotrichus sichuanensis Kataev & Wrase, 1996
- Dicheirotrichus stenothorax (Kabak & Kataev, 1993)
- Dicheirotrichus subangularis Kataev & Wrase, 2006
- Dicheirotrichus tenuimanus Bates, 1873
- Dicheirotrichus tolli Kataev & Shilenkov, 1996
- Dicheirotrichus transcaspicus (Tschitscherine, 1899)
- Dicheirotrichus tscheresovae (Komarov, 1995)
- Dicheirotrichus tschitscherini (Reitter In Tschitscherine, 1899)
- Dicheirotrichus ustulatus (Dejean, 1829)